# Issama Mpeko
Issama Djo Mpeko (* 3. März 1986 in Mbandaka) ist ein kongolesischer Fußballnationalspieler.

## Verein
Issama spielte seit der Jugend für den FC Lumière Mbandaka. Von dort wechselte er 2009 weiter zum Daring Club Motema Pembe und gewann zweimal den Pokal. Ab 2011 spielte er drei Jahre für den AS Vita Club, dann kurzzeitig in Angola für Kabuscorp FC do Palanca. Seit Mitte 2015 ist er wieder in seinem Heimatland bei TP Mazembe tätig und gewann anschließend viermal die nationale Meisterschaft, zweimal den CAF Confederation Cup sowie 2016 den CAF Super Cup.

## Nationalmannschaft
Für die A-Nationalmannschaft debütierte er 2011 und bestritt bislang 76 Länderspiele, bei denen ihm ein Treffer gelang.

## Erfolge
- Pokalsieger der Demokratischen Republik Kongo: 2009, 2010
- CAF Super Cup: 2017
- CAF Confederation Cup: 2016, 2017
- Meister der Demokratischen Republik Kongo: 2016, 2017, 2019, 2020